# Váczi Gyula
Váczi Gyula (Budapest, 1904. október 1. – Budapest, 1973. március 17.) magyar klarinétművész.

## Életpályája
Tanulmányait a Nemzeti Zenedében, többek között bátyja, Váczi Károly osztályában végezte. Tanulóéveiben több katonazenekarban is játszott. Tanulmányai végeztével, 1929-ben az operaház alkalmazta. 1949 őszétől a budapesti Erkel Ferenc Zeneművészeti Szakiskolában, majd 1954-től a Bartók Béla Zeneművészeti Szakiskolában tanított fúvós kamarazenét.

## Művei
Több zenepedagógiai kiadványban működött közre társszerzőként.
- Balassa György–Berkes Kálmán: Klarinétiskola
- Magyar tanulmányok klarinétra
- Ujjgyakorlatok klarinétra
- A fúvás nélküli gyakorlás iskolája
- Technikai gyakorlatok klarinétra haladók számára.